# Iwan Romanowitsch Tarchanow

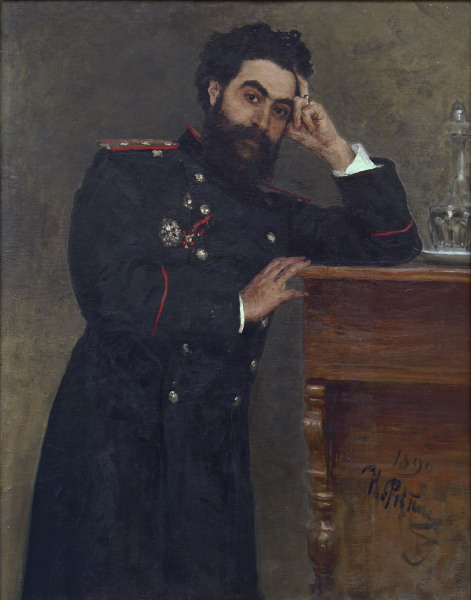
Porträt von Ilja Repin 1892

Iwan Romanowitsch Tarchanow, georgisch ივანე თარხნიშვილი, russisch Иван Романович Тарханов, englische Transkription Ivan Tarkhanov, (* 15. Juni 1846 in Tbilisi; † 6. September 1908 in Nawojowa Góra bei Krakau) war ein georgisch-russischer Physiologe.
Tarchanow stammte aus der georgischen Adelsfamilie Tarchan-Moravi (Tarkhan-Mouravi) und führte den Titel eines Fürsten. Weitere Namensvarianten sind Tarchanoff, I. R. Tarkhnishvili, I. R. Tarkhan-Mouravi und Ivan Ramazovich Tarkhanov. Zu seinen Vorfahren zählte der georgische Nationalheld Giorgi Saakadze (um 1570 bis 1629, Grand Mouravi, auch Didi Mouravi).
Tarchanow studierte 1863/64 an der Universität in Sankt Petersburg, musste diese wegen politischer Tätigkeiten verlassen und studierte stattdessen an der Medizinisch-Chirurgischen Akademie in Sankt Petersburg mit dem Abschluss 1869. Im Jahr 1871 verteidigte er seinen Doktortitel und besuchte zwei Jahre bedeutende Wissenschaftler in Deutschland (Straßburg, Leipzig, Berlin, Heidelberg), London, Wien, Paris und Zürich. Zu seinen Lehrern gehörten die Physiologen Filipp Wassiljewitsch Owsjannikow und Iwan Michailowitsch Setschenow. Tarchanow lehrte 1875 bis 1895 an der Medizinisch-Chirurgischen Akademie in Sankt Petersburg, zunächst als Privatdozent, ab 1875 als außerordentlicher Professor und ab 1877 als Professor. Er leitete dort das Labor für Physiologie. Sein Abgang 1895 war erzwungen, da man ihn für zu liberal hielt und die Akademie dem Militär unterstand. Danach war er bis 1901 Privatdozent an der Universität Sankt Petersburg. Die letzten Jahre seines Lebens lebte er in Polen in der Nähe seines ehemaligen Studenten und Freundes Napoleon Tsybulski (1854–1919) bei Krakau.
Er forschte über das zentrale Nervensystem, Schlaf, Hypnose, Sekretion und entdeckte die Psychogalvanische Hautreaktion. Ihn interessierte der Einfluss der Umwelt auf den Organismus und Fragen der Sozialmedizin. Er befasste sich früh mit der Wirkung von Röntgenstrahlen auf lebende Organismen.
Am 30. September 1888 wurde er zum Mitglied (Matrikel-Nr. 2736) der Leopoldina gewählt.